# 沙尔尼-奥雷德皮赛
沙尔尼-奥雷德皮赛（法語：Charny Orée de Puisaye，意为“沙尔尼-皮赛之边缘”）是法国勃艮第-弗朗什-孔泰大区约讷省的一个市镇，位于该省西部，属于欧塞尔区，也是皮赛-福泰尔公共社区的一部分。该市镇2015年时的人口为5056人。

## 历史
沙尔尼-奥雷德皮赛伊成立于2016年1月1日，由以下14个市镇合并而成：
- 尚伯格勒（Chambeugle）
- 沙尔尼（Charny）
- 谢讷阿尔努（Chêne-Arnoult）
- 舍维永（Chevillon）
- 迪西
- 丰特努耶（Fontenouilles）
- 格朗尚（Grandchamp）
- 马利科尔讷（Malicorne）
- 马尔谢伯通（Marchais-Beton）
- 佩勒
- 普吕努瓦（Prunoy）
- 瓦讷河畔圣但尼（Saint-Denis-sur-Ouanne）
- 瓦讷河畔圣马丹（Saint-Martin-sur-Ouanne）
- 维勒弗朗什（法語：Villefranche）

其中沙尔尼为政府驻地。